# Abasi
Abasi (från grekiskans nekande a- och basis, gång) är en oförmåga att gå, vanligen utan att någon kroppslig sjukdom kunnat påvisas. Orsaken är neurologisk, exempelvis Parkinsons sjukdom och skador i lillhjärnan, eller psykologisk, dvs en form av konversionssyndrom. Ibland en kombination av båda då hjärnskador ger ett mer omoget sätt att hantera svårigheter.